# Anne Zahalka
Anne Zahalka (* 1957, Sydney) je australská fotografická mediální umělkyně (fotografka). Narodila se židovské rakouské matce a českému katolickému otci. Její rodiče se setkali a vzali v Anglii během druhé světové války. Zahalka následně začala projevovat zájem o australské migranty a rozmanité kultury.
Její práce jsou ve sbírkách Art Gallery of New South Wales, National Gallery of Victoria a National Gallery of Australia.

## Vzdělání
Studovala na Sydney College of the Arts (vysokoškolské a postgraduální), 1979.

## Kariéra
Její umělecká díla se věnují australské kultuře zaměřuje se na témata, jako jsou genderové role, volnočasové aktivity a umělecké konvence. Její nejznámější obraz je The Sunbather #2.
Od roku 1980 do současnosti vystupovala na mnoha samostatných a skupinových výstavách a také na uměleckých dílech Welcome to Sydney (Vítejte v Sydney), které zadalo letiště v Sydney v roce 2002. Její samostatná výstava Hall of Mirrors v Centru současné fotografie byla první retrospektivou v polovině kariéry australského fotografa, která se v galerii konala. Zahalka navíc uspořádala mnoho skupinových výstav.

## Výstavy
- Haimish, Židovské muzeum, Melbourne, 1998[10]
- Leisureland, Roslyn Oxley9 Gallery, Sydney, 2000[11]
- Fortresses and Frontiers, Robert Sandelson Gallery, Londýn, 2000[12]
- Wild Life, Galerie ARC ONE, Melbourne, 2008[13]
- A Time and a Place, skupinová výstava, Galerie umění Griffith University, South East Queensland, 2015[14]
- Wild Life, Austrálie, ARC ONE Gallery, Melbourne, 2019[15]

## Rezidence
- (1987) Resemblance, 1987 Künstlerhaus Bethanien, Berlin during 1986–87.[16]
- (1989) Gertrude Street International Studio, tříměsíční pobyt, Melbourne Bondi Pavilion, Bondi, šestiměsíční pobyt
- (2008) Sofitel, Melbourne, Victoria Bundanon, Arthur Boyd Estate, New South Wales
- (2011) Bondi the Beautiful residency, Bondi Pavilion Gallery
- (2013) Rezidence HMAS Penguin připomínající sté výročí Královského australského námořnictva Newington College, Concordia prostřednictvím Newingtonského ženského fondu
- (2017) Turner Gallery Perth, Západní Austrálie, 27. února – 18. března[17]

## Sbírky
Tvorba umělkyně je uložena v následujících stálých sbírkách:
- Galerie umění Nového Jižního Walesu, Sydney[18]
- Monash Gallery of Art, Monash, Melbourne, Victoria[19]
- Národní galerie ve Victorii.[20]
- Galerie umění Tweed River, Nový Jižní Wales: The Bathers[1]
- National Gallery of Australia, Canberra, ACT : Die Putzfrau (Uklízečka) 1987[21]